# Marcel Van Langenhove
Marcel Van Langenhove (ur. 17 lutego 1888 w Aalst, zm. 4 lipca 1939 w Brukseli) – szermierz reprezentujący Belgię, uczestnik letnich igrzysk olimpijskich w Londynie w 1908 roku.